# Universitetet i Genua
Universitetet i Genua (it: Università degli Studi di Genova) är ett universitet i hamnstaden Genua i nordvästra Italien. Det är ett av Italiens största universitet. Universitetet grundades 1471. Det består av 11 fakulteter och har omkring 40 000 studenter.
Förutom verksamheten i Genua har universitetet också avdelningar i Savona, Imperia, Chiavari och La Spezia.